# Никитино (Мантуровский район)
Никитино — деревня в Мантуровском районе Костромской области, в составе Леонтьевского поселения. На уровне муниципального устройства входит в состав городского округа города Мантурово, до 2018 года входила в состав Леонтьевского сельского поселения Мантуровского муниципального района.
Расположена вблизи правого берега Унжи в 27 км к юго-западу от города Мантурово.
В последнее время насчитывается 4 жителя, из них постоянно живущих 2.

## История
Никитино, как и многие другие деревни, расположенные на берегу Унжи, сотни лет кормило рыбой мантуровских крестьян. Унженские крестьяне продавали рыбу в больших количествах на рынках северных городов. В качестве промысловой рыбы упоминалась даже стерлядь.
В середине XIX столетия в местности образуется усадьба семьи Крепиш. У д. Никитино в заводи устраивается верфь, где строились корпуса пароходов: «Кологривец» (1892) он же «Дед» (1902), «Зинаида», «Унжа» «Никитино», «Унжак», «Сила», отличавшихся маневренностью и способность плавать по мелководью вплоть до устья р. Вига, составив при этом конкуренцию волжскому пароходству «САМОЛЕТ».
Приблизительно в 1868 году была открыта земская школа.
По состоянию на 1907 год официально насчитывалось 7 дворов, а население составляло 41 мужчину и 38 женщин.
Местность прославилась расположением винокуренного завода и паровой мельницы.